# (3186) Manuilova
(3186) Manuilova (1973 SD3) ist ein ungefähr 14 Kilometer großer Asteroid des äußeren Hauptgürtels, der am 22. September 1973 vom russischen (damals: Sowjetunion) Astronomen Nikolai Stepanowitsch Tschernych am Krim-Observatorium (Zweigstelle Nautschnyj) auf der Halbinsel Krim (IAU-Code 095) entdeckt wurde. Er gehört zur Themis-Familie, einer Gruppe von Asteroiden, die nach (24) Themis benannt ist.

## Benennung
(3186) Manuilova wurde nach der russisch-sowjetischen Bildhauerin und Keramikerin Olga Maximilianowna Manuilowa (1893–1984) benannt.